# Kumzar
Kumzar (àrab: كُمْزَار, Kumzār), és un poble de la governació de Musandam, la província més al nord d'Oman. Situat a l'estret d'Ormuz, només és accessible amb vaixell i està tan aïllat que els seus habitants parlen en la seva pròpia llengua, coneguda com a kumzari.

## Etimologia
Hi ha dues teories principals sobre l'origen del topònim. La primera afirma que el nom prové de la frase àrab kam zara hatha al-balada min bashar, que expressa l'exclamació davant el gran nombre de visitants que arriben al poble. Les dues primeres paraules de la frase - kam zara finalment s'haurien convertit en Kumzar.
L'altra teoria és que la paraula Kumzar és una fusió entre les paraules kummah, un tocat, i izaar, una peça tradicional folgada per a la part inferior del cos. No obstant això, aquesta teoria està desacreditada pel fet que el kummah no es porta tradicionalment al poble.

## Geografia

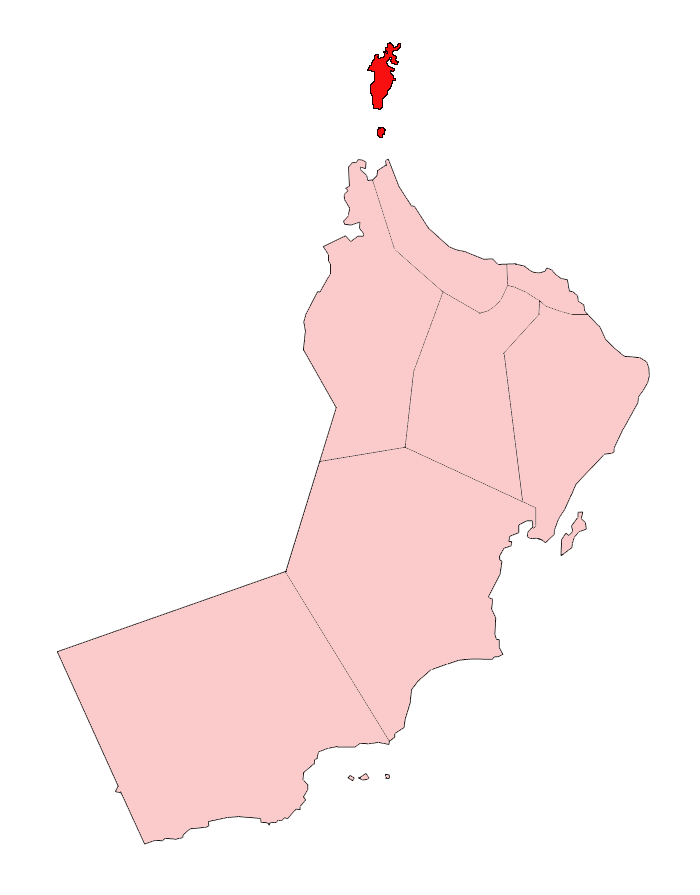
Governació de Musandam.

Kumzar es troba a la governació de Musandam d'Oman i és el centre de població més al nord del país. Es troba a la costa, enfront de l'estret d'Ormuz, entre les entrades d'un canó.
Kumzar és un poble aïllat. Sense cap carretera que l'uneixi amb la ciutat més propera de Khasab, només s'hi pot accedir amb vaixell.

## Història
Kumzar ha estat habitat durant aproximadament 500 anys, tot i que els registres no en proporciones dades. Els primers mapes portuguesos de la zona hi fan aparèixer aquí un assentament.

## Demografia i cultura
El poble té uns 3000 habitants, i la majoria de famílies tenen diversos fills, amb una mitjana de 5-6 fills per família.

### Religió i llengua
Els kumzaris son musulmans, però tenen una cultura diferent a la dels àrabs de la resta d'Oman.
La ubicació aïllada del poble ha preservat la llengua kumzari. Es tracta d'una llengua irànica del sud-oest que ha rebut la influència de fins a 45 idiomes diferents, com ara l'àrab, el persa, l'anglès o l'hindi.

### Relació amb Khasab
La majoria de famílies del pobre tenen dues cases, una a Kumzar i la segona a Khasab. La calor extrema a l'estiu fa que Kumzar sigui gairebé inhabitable, així que de maig a setembre, la majoria de la gent abandona Kumzar per anar-se'n a Khasab, on aprofiten per ajudar als locals durant les dates de la collita.
A Khasab, els kumzari viuen apart i tenen al seu propi districte separat a prop del mar.